# Cristalândia
Cristalândia es un municipio brasilero del estado del Tocantins. Se localiza a una latitud 10º36'01" sur y a una longitud 49º11'35" oeste, estando a una altitud de 286 metros. Su población estimada en 2004 era de 7.043 habitantes.